# Венцел Вилхелм Попел фон Лобковиц
Венцел Вилхелм Попел фон Лобковиц (на чешки: Václav Vilém Popel z Lobkowicz; * 20 март 1592; † 1621) е фрайхер от бохемския род Попел фон Лобковиц, имперски канцлер и камерхер, таен съветник в Бохемия.

## Произход
Той е син на Адам Хавел фон Лобковиц (* 9 октомври 1557; † 16 май 1605, самоубил се, погребан в Духцов) и съпругата му Маргерита де Моларт (* 1560; † 1 ноември 1632, Виена).

## Фамилия
Първи брак: на 6 май 1612 г. с Анна Мария фон Фюрстенберг (* 10 април 1587, Прага, † ок. 1614), дъщеря на граф Албрехт I фон Фюрстенберг (1557 – 1599) и Елизабет фон Пернщайн (1557 – 1610), дъщеря на фрайхер Вратислав фон Пернщайн (1530 – 1582) и Мария Максимилиана Манрик де Лара († 1608). Те имат едно:
- дете († 1613, погребано в Духцов)

Втори брак: на 9 юни 1614 г. в Прага с Лудмила зе Зеротина († 1615). Бракът е бездетен.
Трети брак: на 8 февруари 1616 г. с Маргарета Франциска фон Дитрихщайн (* 1597; † 3/4 февруари 1617), внучка на дипломата фрайхер Адам фон Дитрихщайн († 1590), дъщеря на граф Зигизмунд (II) фон Дитрихщайн (1560 – 1602), фрайхер фон Холенбург. Те имат един син:
- Франтишек Йозеф (* 4 февруари 1617; † 1642), на 26 ноември 1635 г. имперски граф, женен за Поликсена Мария фон Таленберг († 25 май 1651), дъщеря на Фридрих фон Таленберг и Влашим, наследничка на Духцов